# La vedova valenzana

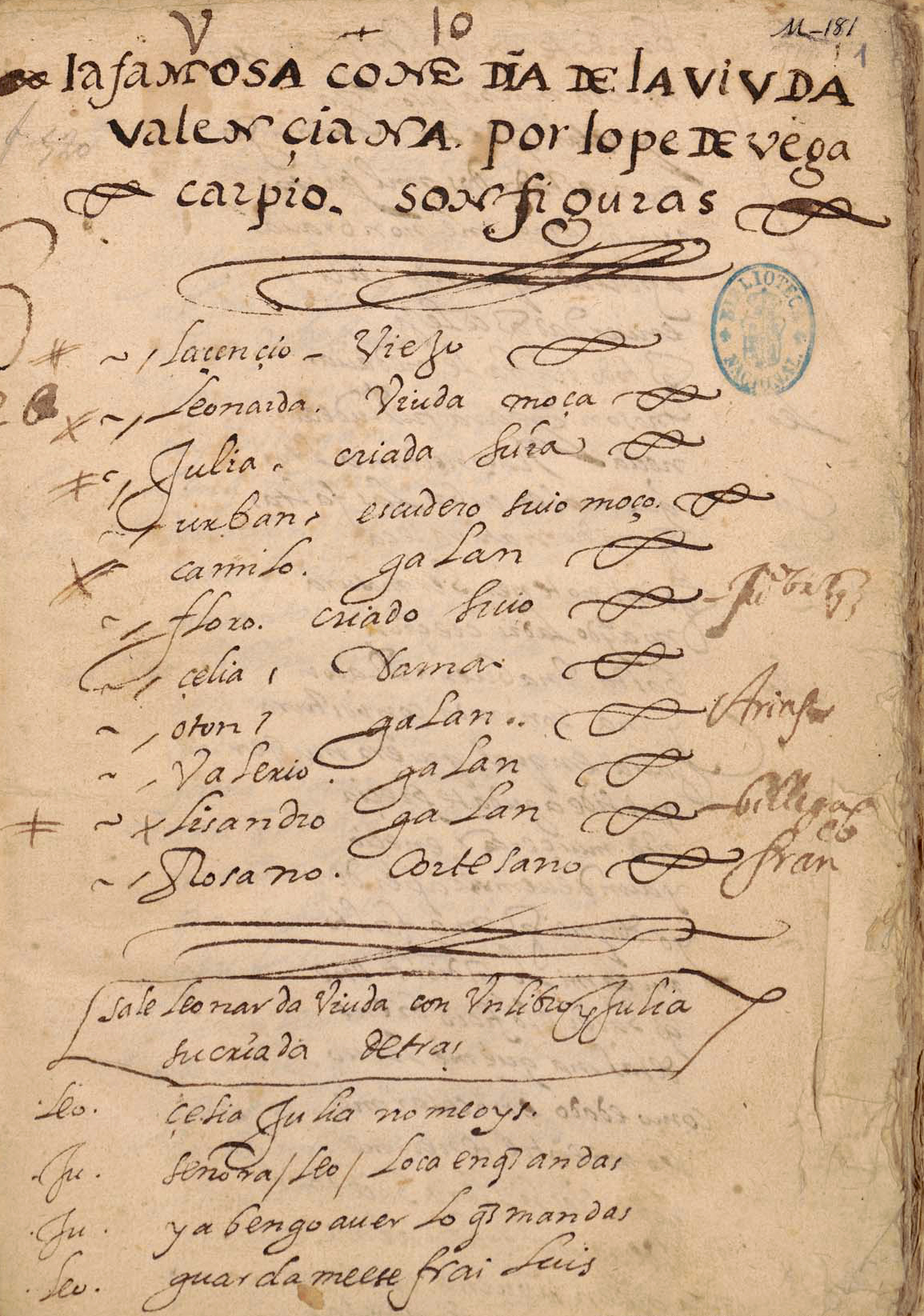
Incipit (f. 1r.) di una copia del XVII secolo de La vedova valenzana

La vedova valenzana o L'arte di nuotare e sistemare i vestiti è un'opera teatrale di Lope de Vega scritta tra il 1595 e il 1600 e pubblicata nel 1620 nella Parte XIV delle commedie.

## Contesto dell'opera
La vedova valenzana è stata scritta intorno al 1600 ispirata dalla visita di Lope di Vega alla città di Valencia con il suo nuovo capo, il futuro Conte di Lemos, in occasione del matrimonio del re Filippo III con Margherita d'Austria. Si dice che l'opera era stata composta con largo anticipo rispetto alla sua pubblicazione, Lope infatti la cita già tra le commedie la cui lista include la prima edizione del Pellegrino nella sua patria (1604). La vedova valenzana, come molte altre delle opere di Lope era intimamente legata alle sue condizioni di vita, nel suo ambiente i casi di tradimenti portati avanti più o meno segretamente sembrano essere stati abbastanza frequenti e lui stesso recitò alcuni casi. Il caso della vedova si fa più evidente con la dedica rivolta alla sua amante Marcia Leonarda, pseudonimo di Marta Nevares, che per quello allora era rimasta vedova. La dedica è colma di allusioni rivolte alla vedova e schermo per il defunto marito, avvenimenti come questi hanno alimentato l'opera di Lope.
La vedova valenzana essendo una commedia teatrale fu concepita per essere rappresentata prima di essere pubblicata e venduta con altre opere, essendo già in forma scritta, Lope a suo tempo non si curò molto della sua successiva pubblicazione.

## Trama
La trama è basata su una novella dello scrittore italiano Matteo Bandello a sua volta derivata dal mito di Cupido e Psiche, a ruoli invertiti, ossia con una donna nascosta, ritrovata nell'oscurità incarnata in Leonarda, una donna bella e ancora giovane che ha appena perso suo marito. Come è comune nelle opere di spionaggio, è la donna, in questo caso la vedova, chi induce all'azione. Anche se al principio vuole rimanere in casa, piangendo al suo marito morto. La vedova mostra fermezza nel rifiutare i corteggiamenti dei suoi pretendenti Otón, Valerio e Lisandro, non per fedeltà al ricordo di suo marito bensì per conservare la sua libertà, si mantiene lontana, leggendo testi devoti e contemplando immagini sacre, una di loro dipinta per Francisco Ribalta. Presto cambia opinione vedendo un bel giovane, Camilo, affascinante gentiluomo che incrocia il suo cammino. A partire da quel momento, seguirà il suo nuovo obiettivo, pur mantenendo sempre le apparenze.

## Problemi di datazione
La possibile datazione dell'opera nella la produzione di Lope viene situata nel periodo tra 1595 e 1599, questo secondo l'analisi metrica di Morley e Courtney Bruerton, mentre Thornton Wilder punta al 1600 come data di composizione.

## Edizioni antiche
Lope di Vega non si preoccupò dell'impressione delle sue commedie famose, “quei versi commerciali” non scritti “per opinione, bensì per soldi”, secondo espressioni dello stesso Félix, per quello che nonostante sapesse che traevano profitto con il suo lavoro mediante copie pirata e non elencate, non revisionava né assisteva alla loro produzione. In questo modo la prima parte delle sue commedie si pubblicò nel 1604 approssimativamente, non prima del 1617 quando Lope finalmente decide di supervisionare l'edizione, compito che prese da quell'anno fino alla pubblicazione della parte XX, dei quali si continuò a pubblicare più volumi fino al 1647.
Il primo registro che si ha dell'esistenza dell'opera di teatro La vedova valenzana è l'elenco di opere incompiute nel prólogo del suo romanzo Il pellegrino nella sua patria del 1604. Di questa epoca si registra un manoscritto superstite probabilmente degli inizi del secolo XVII nella biblioteca Nazionale di Spagna, copia che non ha registro di provenienza. La versione stampata più antica è quella che appare nella Parte XV delle commedie Lope di #Vega, l'opera probabilmente ebbe varie edizioni anteriori a quella del 1620 nel mondo dei manoscritti. Tra le copie con tipografo e editore registrato, l'opera è stata poche volte pubblicata, e quasi sempre dentro pacchetti con molte altre, questo ha senso perché nonostante fosse parte della commedia nuova di Lope questa opera non apporta nulla di innovativo alle sue opere.

## Rappresentazioni recenti
L'opera è stata interpretata in numerose occasioni sui palcoscenici spagnoli nei secoli XX e XXI. Possono menzionarsi le seguenti messe in scena:
- Teatro María Guerriero, 1960.
  - Adattamento: Josefina Sánchez-Pedreño.
  - Regia: Angel Fernández Montesinos.
  - Interpreti: Carmen Bernardos (Leonarda), Ramón Corroto (Camilo), Manuel Andrew, Francisco Valladares, Lola Cardona, José Caride, Manuel Tejada.
- Televisione, TVE, Il Teatro, 28 di aprile di 1975.
  - Interpreti: María del Puy (Leonarda), Fernando Guillén (Camilo), Pedro Osinaga, Maite Blasco, Ramón Corroto, Guillermo Montesinos, Pepe Sancho.
- Televisione, TVE, Las pícaras, 22 di aprile di 1983.
  - Indirizzo: Francisco Regueiro
  - Adattamento libero e Guion: Francisco Regueiro e Alfredo Mañas.
  - Interpreti: Cristina Marsillach (Leonarda), Achero Mañas (Julianilla), Francisco Cecilio, Teresa del Fiume, Luis Lorenzo, Antonio Iranzo, José Vivó.
- Teatro Rialto, Valencia, 2008.
  - Indirizzo: Vicente Genovés.
  - Interpreti: Alicia Ramírez (Leonarda), Juanjo Prats (Camilo), Cesca Salazar, Paco Allegra, Pepe Miravete, Jaime Linares.
- Televisione, TVE, Studio 1, 28 di dicembre di 2010. Audience: 671.000 spettatori e 3,4% di share di ascolti.[4]
  - Interpreti: Aitana Sánchez-Gijón (Leonarda), Fran Perea (Camilo), Jorge Roelas, María Álvarez, Joaquín Climent, María Isasi.